# Mali Lipovec (Chorwacja)
Mali Lipovec – wieś w Chorwacji, w żupanii zagrzebskiej, w mieście Samobor. W 2011 roku liczyła 122 mieszkańców.